# Giuseppe Moro
Giuseppe Moro (né le 16 janvier 1921 à Carbonera, dans la province de Trévise et mort le  28 janvier 1974 à Porto Sant'Elpidio, dans la province de Fermo) est un footballeur italien.